# 1825 au théâtre
| Années du théâtre : 1822 - 1823 - 1824 - 1825 - 1826 - 1827 - 1828    |
| Décennies du théâtre : 1790 - 1800 - 1810 - 1820 - 1830 - 1840 - 1850 |

## Événements
- 18 janvier : inauguration du théâtre Bolchoï à Moscou.
- Stendhal publie à Paris une seconde édition augmentée de Racine et Shakespeare, un pamphlet où il prend parti pour le romantisme contre le classicisme, affirme que la règle des trois unités n'est pas nécessaire et fait l'apologie du théâtre en prose.
- La libraire-éditrice parisienne Adèle Huet, spécialisée dans le théâtre, se démet de brevet de libraire qui est repris par André Georges Brunet[1].
- Alexandre Pouchkine écrit Boris Godounov, qui sera publiée en 1831

## Pièces de théâtre publiées
- Prosper Mérimée, Théâtre de Clara Gazul, comédienne espagnole, Paris, A. Sautelet, IX-339 p. (Lire en ligne), suite de 6 pièces : Les Espagnols au Danemark, Une femme est un diable ou La tentation de Saint Antoine, L'Amour africain[2], Inès Mendo, ou Le Préjugé vaincu, Inès Mendo, ou Le Triomphe du préjugé, Le Ciel et l'Enfer, présentées comme de simples traductions et attribuée à une auteur imaginaire.
- Wu Zao, Qiao Ying [Le Portrait ou L'image déguisée], un zaju ou drame lyrique en un acte, Pékin, que la condition féminine au travers du thème du travestissement[3]

## Pièces de théâtre représentées
- 19 février : König Ottokars Glück und Ende, tragédie en cinq actes de Franz Grillparzer, Burgtheater, Vienne.
- 22 février : Théodore Baudouin d'Aubigny, Jean-Toussaint Merle et Maurice Alhoy, L'Agent de change, ou une Fin de mois, drame en trois actes imité de Beaumarchais, Théâtre de la Porte-Saint-Martin, Paris.
- 16 mars : Jocko ou le Singe du Brésil, ballet de Frédéric-Auguste Blache d'après la pièce en deux actes d'Edmond Rochefort, avec une musique d'Alexandre Piccinni, Théâtre de la Porte-Saint-Martin, Paris.
- 22 septembre : La Chasse et l'Amour, vaudeville en un acte d'Alexandre Dumas, Pierre-Joseph Rousseau et Adolphe de Leuven, Théâtre de l'Ambigu-Comique, Paris.
- Yotsuya kaidan, drame de fantômes, pièce de kabuki de Tsuruya Nanboku IV, au théâtre Nakamura-za à Edo, avec parmi les acteurs Onoe Kikugorō III.
- Pilot , drame maritime d'Edward Fitzball, Adelphi Theatre, Londres.

## Naissances
- 9 mars : Jules Barbier, dramaturge et librettiste français, mort le 16 janvier 1901.
- 30 avril : Charles Monselet, écrivain, journaliste et auteur dramatique français, mort le 19 mai 1888.
- 4 juillet : Émile-Ambroise Thirion, auteur français de théâtre, ainsi que d'ouvrages de propagande républicaine et sociale, mort le 5 janvier 1906.
- 19 juillet : Édouard Martin, dramaturge français, mort le 13 juillet 1866.
- 24 décembre : Henri de Bornier, dramaturge, poète et critique dramatique français, mort le 28 janvier 1901.

## Décès
- 10 mars : Guillaume Lévrier-Champrion, auteur dramatique et librettiste français, né le 21 décembre 1749.
- 16 septembre : Franciszek Karpiński, poète, écrivain et dramaturge polonais, né le 4 octobre 1741.
- 17 octobre : Louis Perrin, dit Thénard aîné, acteur français, né le 24 avril 1779.
- 24 novembre : Karl Friedrich Hensler, dramaturge et directeur de théâtre autrichien, né le 1er février 1759.